# Biała Nyska (przystanek kolejowy)
Biała Nyska – nieczynny przystanek kolejowy na zlikwidowanej linii nr 328 Nysa – Kałków Łąka, w miejscowości Biała Nyska, w województwie opolskim, w powiecie nyskim, w Polsce.